# Lobus jairami
Lobus jairami är en tvåvingeart som beskrevs av Joseph och Parui 1984. Lobus jairami ingår i släktet Lobus och familjen rovflugor. Inga underarter finns listade i Catalogue of Life.